# NGC 4960
NGC 4960 este o galaxie spirală situată în constelația Părul Berenicei. A fost descoperită în 11 aprilie 1785 de către William Herschel.